# Martha Aliaga
Martha Beatriz Bilotti, conocida también por su nombre de casada como Martha Aliaga (Mendoza, 25 de noviembre de 1937 - Columbia, 15 de octubre de 2011) fue una destacada profesora de estadística de origen argentino, que llegó a ser presidenta de la Asamblea de Mujeres en Estadística y miembro del Instituto Internacional de Estadística.

## Biografía
Martha Beatriz Bilotti nació en la ciudad de Mendoza (provincia de Mendoza, Argentina). Ella estudió en la Universidad de Buenos Aires la carrera de Matemática. Luego hizo un Máster en estadística por el Centro Interamericano para la Enseñanza de Estadística (CIENES) de la Universidad de Santiago de Chile.
Posteriormente trabajó como profesora en la República Dominicana, para después mudarse a Ann Arbor, Michigan, para convertirse en profesora asociada de la Universidad de Michigan en 1972, donde dio clases para alumnas procedentes de grupos minoritarios. Entre los años 1981 y 1985, dio clases de estadística en la Universidad Americana de Washington D. C.. Hacia finales de la década de 1980 también daba clases en la Universidad del Distrito de Columbia mientras mantenía sus clases en Michigan. Estando en esta última institución ganó el primer precio del Statistics for Innovative Programs Using Technology y dos premio a la excelencia en la educación.
A mediados de la década de 1980 hizo un doctorado en la Universidad de Michigan. Su tesis doctoral estuvo dirigida por es estadístico  Michael B. Woodroofe, y su título fue "A problem in sequential analysis".  A su vez, en el año 1994 escribió un libro de texto de estadística, llamado Interactive Statistics, junto con Brenda Gunderson.
En el año 1999 fue elegida miembro de la Asociación Estadounidense de Estadística por sus aportes a la docencia de la estadística por medio de métodos de enseñanza innovadores. Allí llegaría a ser Directora de Educación desde el 2003 hasta su fallecimiento en el 2011. También fue miembro del Instituto Internacional de Estadística, en el cual fue representante de su consejo entre 2009 y 2013.
Como parte de su defensa de las mujeres y las minorías, en el año 2003 fue presidenta de la Asamblea de Mujeres en Estadística (en inglés: Caucus for Women in Statistics), donde buscó reducir especialmente la brecha de los estudiantes hispanos con respecto a otras comunidades. Allí también formó parte de dicho consejo ejecutivo de 2006 a 2008.

## Vida personal
Se casó con Alfredo Aliaga, de Columbia (Maryland), con quien tuvo tres hijos: Viviana, Pablo y Eduardo.
Falleció en Columbia el 15 de octubre de 2011 debido a un cáncer de vesícula biliar.

## Homenajes
En la Argentina se realizan con periodicidad en diferentes universidades nacionales las Jornada de Educación Estadística “Martha Aliaga", nombradas en su honor.